# Cycnidolon caracense
Cycnidolon caracense là một loài bọ cánh cứng trong họ Cerambycidae.